# Sobór Podwyższenia Krzyża Pańskiego w Tutajewie
Sobór Podwyższenia Krzyża Pańskiego – prawosławny sobór w Tutajewie, w dekanacie romanowsko-borysoglebskim eparchii rybińskiej Rosyjskiego Kościoła Prawosławnego.

## Historia
Budowa soboru rozpoczęła się, gdy metropolitą rostowskim był Jonasz, tj. po 1652. Cerkiew zajęła miejsce starszej, drewnianej świątyni prawosławnej, według legendy zbudowanej natychmiast po założeniu miasta. W 1658 budowa jeszcze trwała, sobór posiadał już dwa ołtarze Wprowadzenia Matki Bożej do Świątyni oraz Smoleńskiej Ikony Matki Bożej, a także zwieńczoną dachem namiotowym dzwonnicę. Car Aleksy osobiście przekazał na cel budowy 100 rubli, a także podarował kopię Tichwińskiej Ikony Matki Bożej. W dwóch etapach, w latach 50. XVII w. i w 1676 we wnętrzu obiektu powstały freski, których autorami byli ikonografie z Jarosławia i Kostromy pracujący pod kierunkiem Gurija Nikitina. W XIX w. do budynku dobudowano z trzech stron niskie jednokondygnacyjne galerie. 
Cerkiew została zamknięta w 1930. W 1946 w budynku urządzono muzeum krajoznawcze, zaś w 1962 zaadaptowano go na magazyn. Rosyjski Kościół Prawosławny odzyskał obiekt w 1992.

## Architektura
Cerkiew wzniesiono bez podkletu, na planie prostokąta, zwieńczono ją pięcioma kopułami, które są dominującym elementem całej kompozycji. Budynek otaczają z trzech stron jednokondygnacyjne galerie. Dzwonnica świątyni usytuowana jest w północno-zachodnim narożniku budowli, zaś nad dwoma ołtarzami bocznymi (łącznie w soborze znajdują się cztery ołtarze) wzniesiono dachy hełmowe. Elewacje soboru różnią się wyglądem, w różnym stopniu zostały udekorowane: najskromniejsze są fasady północna i zachodnia, przylegające pierwotnie do murów kremla, natomiast najefektowniejsza jest fasada południowa. W dzwonnicy między pierwszą a drugą kondygnacją umieszczono bogato zdobiony szeroki rząd ornamentów.
Freski w soborze Podwyższenia Krzyża Pańskiego cechuje monumentalizm. W największym stopniu zachowały się kompozycje na południowej ścianie cerkwi, w tym cykl scen Męki Pańskiej, w którym wyróżnia się scena biczowania. W grupie żołnierzy wymierzających Jezusowi karę zamiast Rzymian namalowani zostali żołnierze ruscy w typowych strojach. Pozostałe kompozycje malarskie w świątyni również podejmują tematykę biblijną, wyróżniają się wśród nich przedstawienia cudownego połowu ryb oraz Drzewo Jessego.

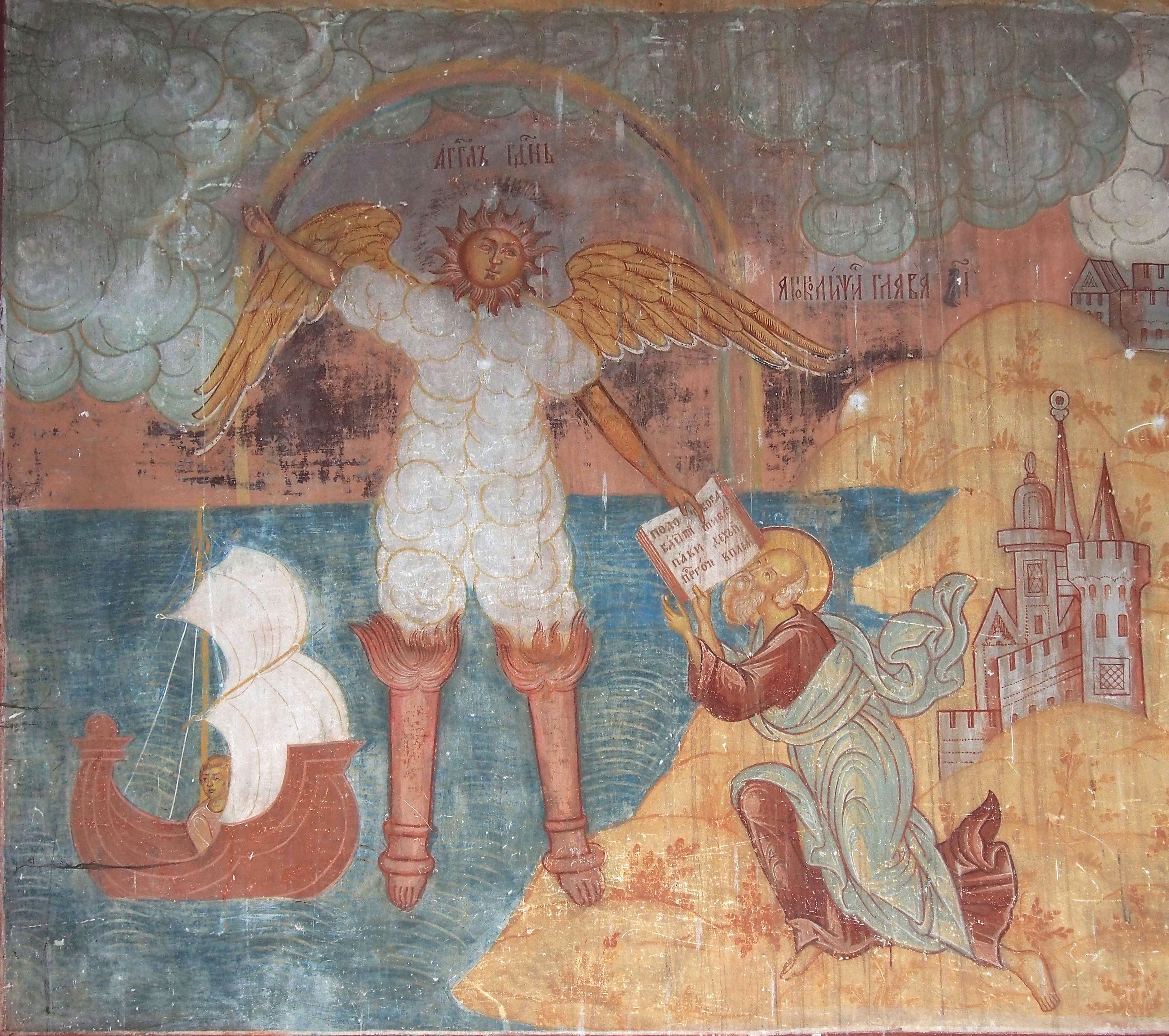
Anioł Pański
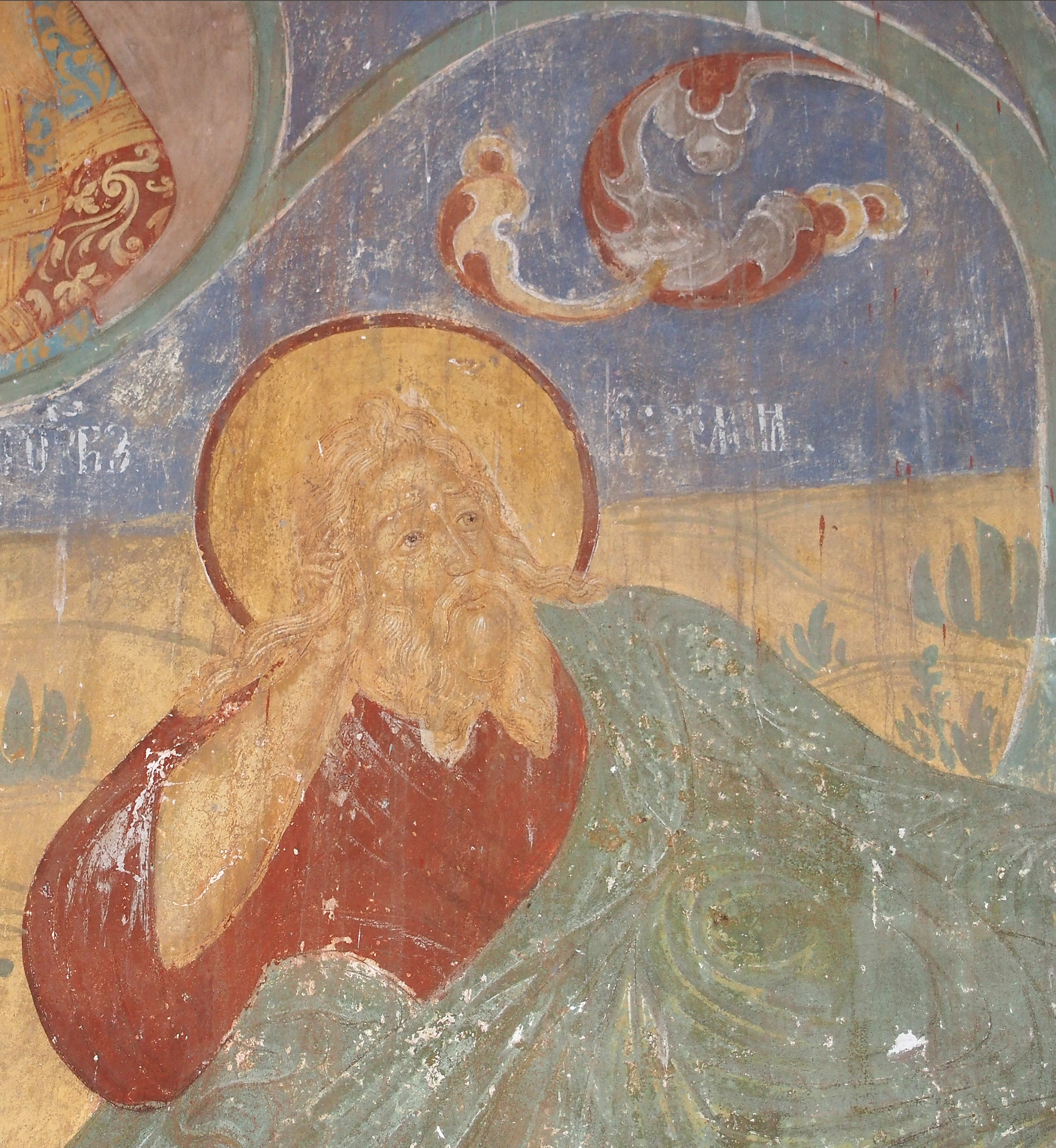
Prorok Jeremiasz
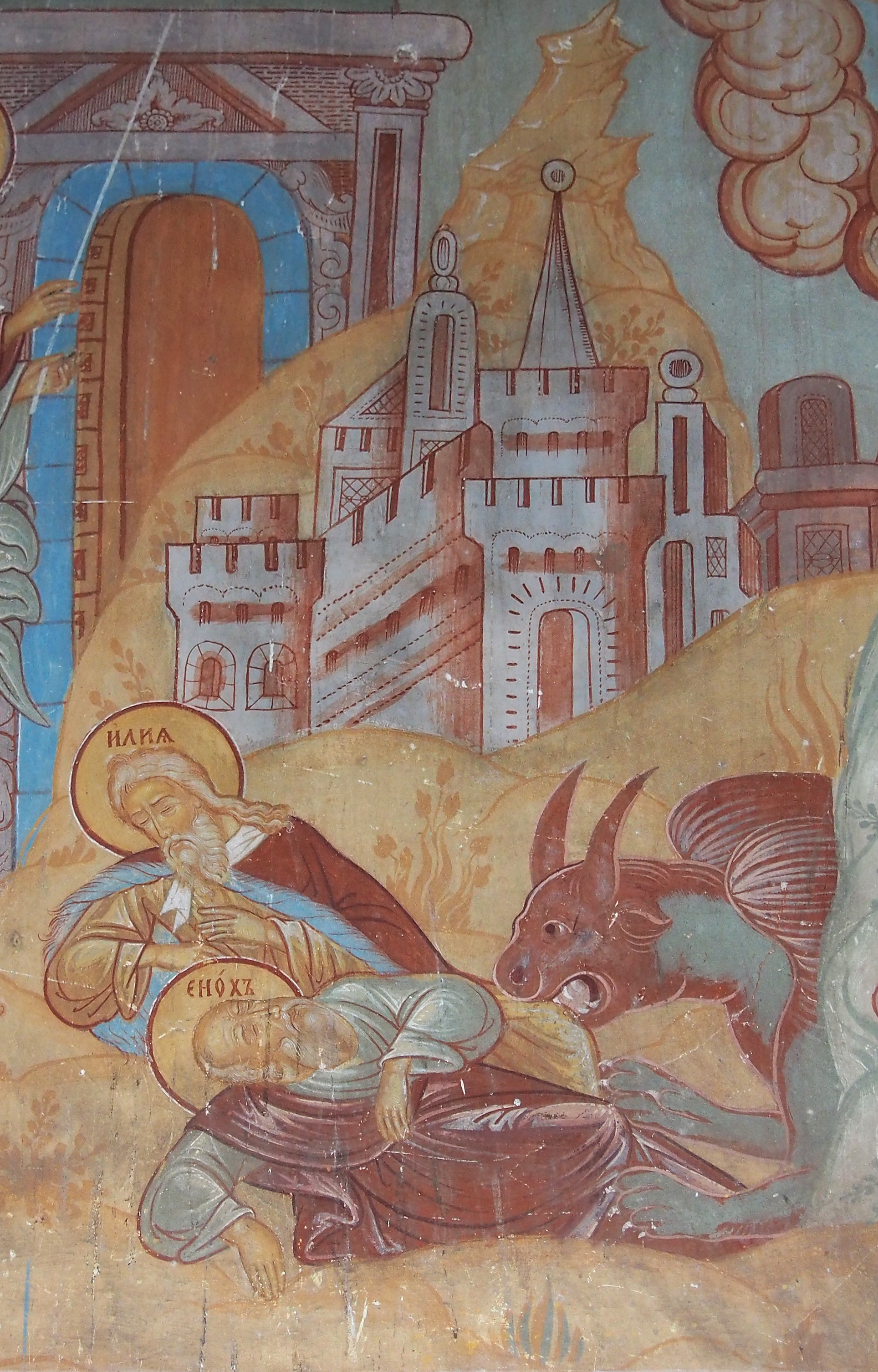
Prorocy Eliasz i Henoch
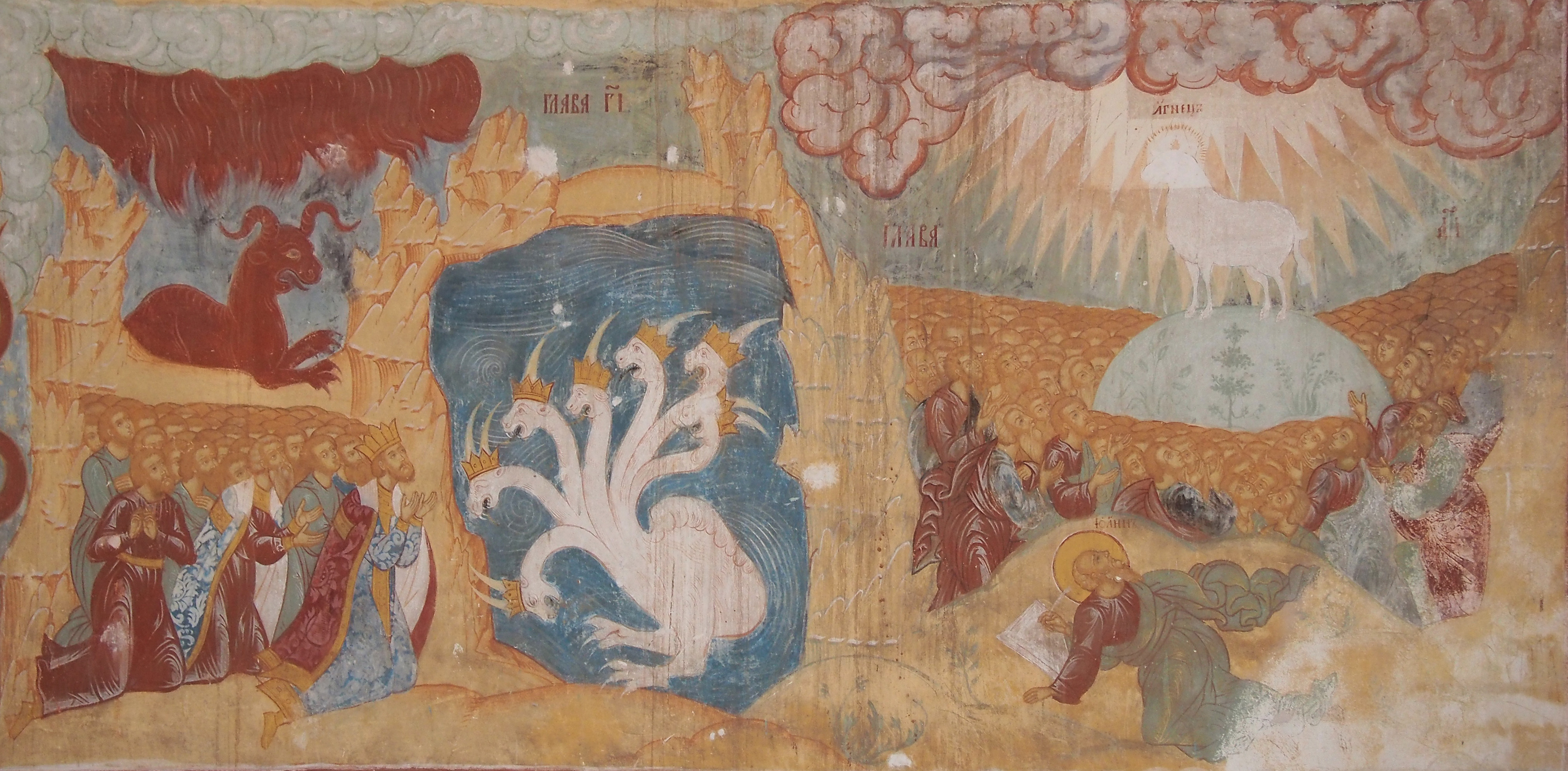
Apokalipsa